# Анжеліка Белла
Анжеліка Белла (англ. Angelica Bella; 15 лютого 1968 — 7 травня 2021) — угорська порноакторка, в основному знімалася і була найбільш популярною в Італії.

## Біографія
Народилася 15 лютого 1970 року в місті Тисалйок. В порноіндустрію потрапила на початку 1990-х під псевдонімом Габріелла Даруй, відвідавши кастинг П'єра Вудмана.
Після цього знімалася з німецькими режисерами, зокрема з Нільсом Молітор. Отримавши чином популярність, уклала ексклюзивний контракт з порностудією Tecnica Cinematografica італійця Маріо Сальєрі і змінює псевдонім на Анжеліка Белла. Підкоривши Європу, їде в США і в 1992 році знімається в порнофільмах The Anal-Europe Series 1 and 2 і La femme du pêcheur з Томом Байроном і Джої Сільвера. Ці фільми не принесли їй такого ж успіху, і вона повернулася до Європи.
Остаточно залишила порноіндустрію 2007 року, знявшись у понад 100 порнофільмах.

## Нагороди
- 1993 Hot d'Or — Краща європейська акторка[8]